# Toll Collect
Toll Collect est la raison sociale de l'entreprise basée à Berlin depuis 2002 ayant donné le nom commercial au péage en vigueur pour les véhicules lourds en Allemagne.

## Historique
La taxation électronique a été lancée en 2005 par le gouvernement allemand, soucieux d'améliorer son réseau autoroutier en faisant supporter une partie des coûts aux camions (quelle que soit leur provenance...) de 12 tonnes de P.M.A. et plus, sources de dégradations importantes de la chaussée.
Certaines catégories de transport de marchandises et tous les véhicules de transports de voyageurs sont exonérés de cette taxe.
Le Toll Collect trouve son équivalent en France sous le nom de taxe à l'essieu ou même de la célèbre Eurovignette dans certains pays d'Europe du Nord.

## Fonctionnement

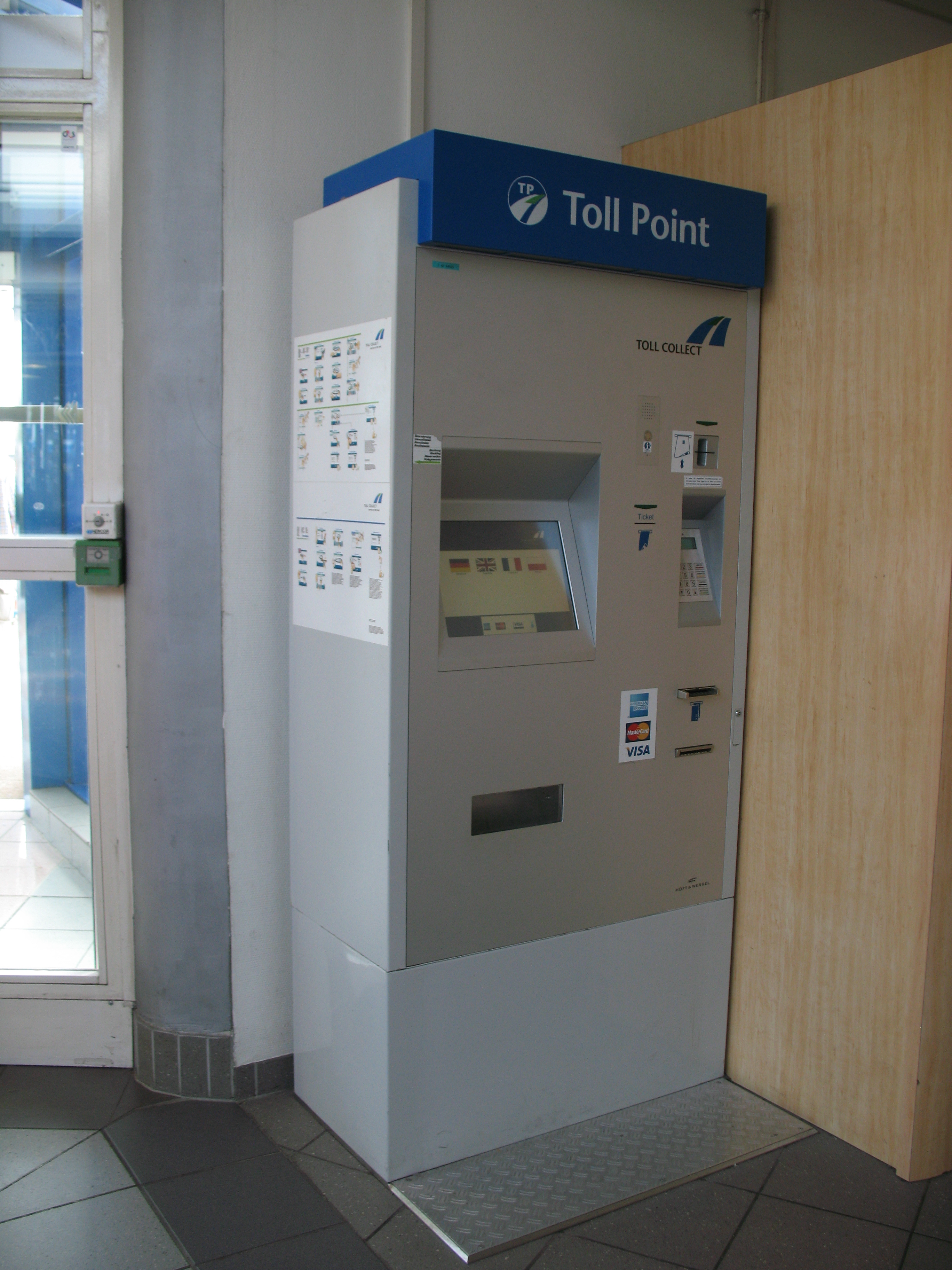
Une borne d'enregistrement manuel du péage allemand implantée dans une station-service.

### Enregistrement automatique
Ce mode de paiement se fait par le biais d'un appareil embarqué de format DIN qu'il est possible de faire installer par des prestataires agréés. Tout comme le télépéage, il est détecté au moyen de portiques reliés à un poste central qui pourra établir la facturation mensuelle à l'utilisateur après vérification. Les données du véhicules sont enregistrées dans l'appareil embarqué et sont modifiables en cas de besoin par ces mêmes ateliers installateurs.

### Enregistrement manuel
Les usagers ne possédant pas l'appareil embarqué ont la possibilité de s'enregistrer au moyen des bornes implantés sur certaines aires d'autoroutes et échangeurs allemands. Il est possible de les rencontrer également en zone frontalière dans les stations-services participant au programme. Cela implique outre la rentrée des données du véhicule, l'acceptation ou la modification expresse du trajet proposé par le terminal.
Le paiement final du parcours s'effectue par une carte accréditive, bancaire ou un compte spécial. L'argent liquide de certaines devises est également accepté par les automates.
Cet enregistrement peut également se faire par Internet à condition que l'usager soit inscrit auprès de Toll Collect.
Il est possible, sous certaines conditions, d'annuler tout trajet non effectué, afin de se le voir rembourser.

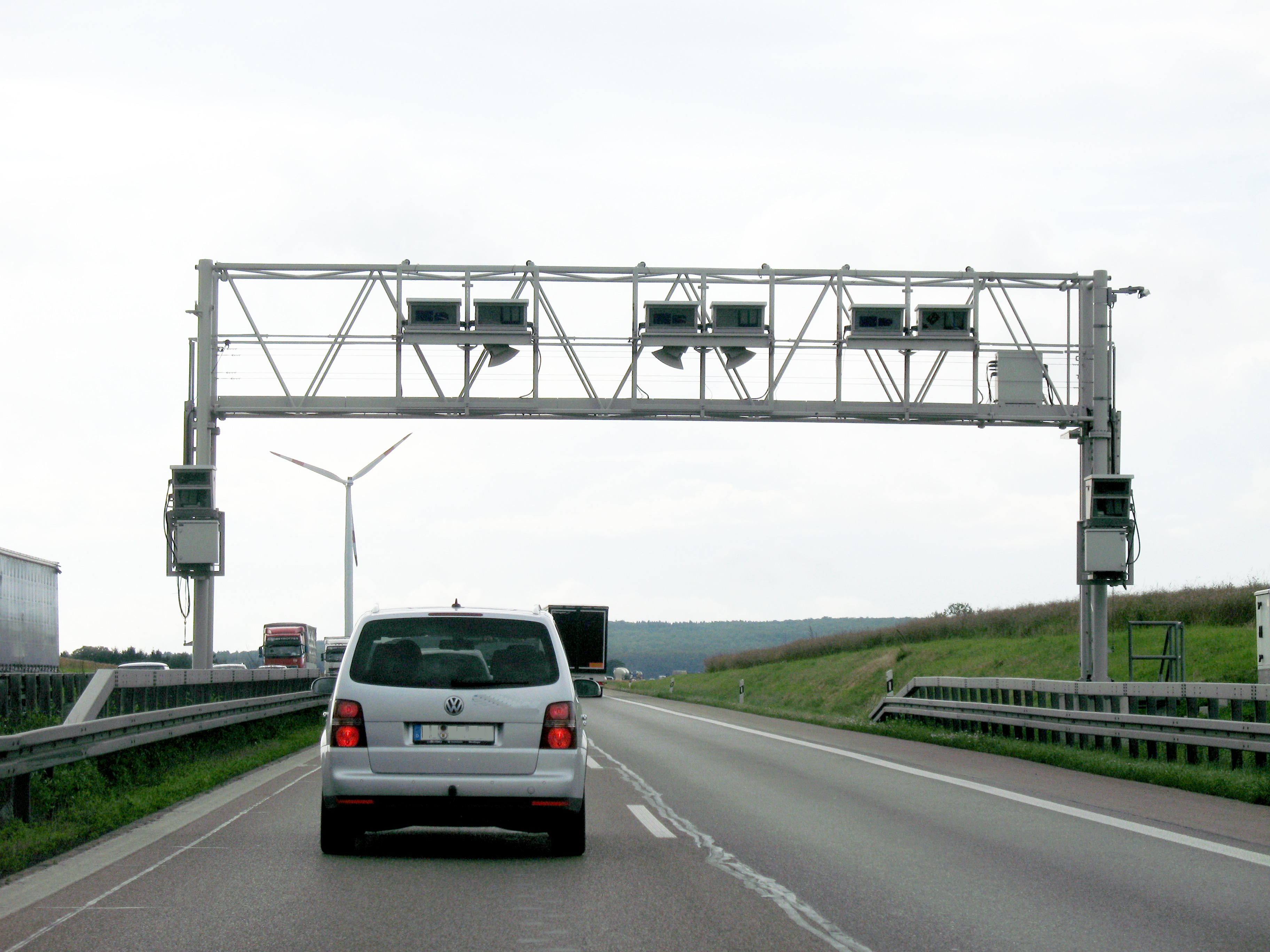
Un des portiques de contrôle implantés sur l'A 65 allemande.

### Contrôles
Des portiques sont implantés de manière stratégique sur des portions d'autoroute en pleine voie, photographiant le passage de chaque camion soumis au péage. Ces clichés sont ensuite comparés aux données enregistrés par l'usager, sans tenir compte du mode de paiement effectué.
Une brigade spécialisée du nom de "B.A.G." (Bundesamt für Güterverkehr...) est chargée du contrôle du péage, ce à tout moment de la journée et sur l'ensemble du réseau à péage. Elle a pour rôle d'effectuer les vérifications demandées par le poste de contrôle en cas d'anomalie ou d'absence d'enregistrement. Cette brigade a d'ailleurs le pouvoir de verbaliser tout usager coupable de fraude caractérisée. Son action se fait exclusivement sur le terrain, en arrêtant les véhicules sur une aire, voire en les obligeant à quitter l'autoroute, suivant les circonstances.
La sanction appliquée est calculée sur un forfait de 500 kilomètres dans le cas où le parcours n'aurait pas pu être déterminé, l'usager fautif peut être contraint à quitter immédiatement le réseau à péage.
Des contrôles peuvent avoir lieu en entreprise mais, pour des motifs juridiques évidents, ceux-ci ne peuvent s'effectuer que chez les transporteurs ayant leur siège en Allemagne.
Les véhicules de transport de marchandises exonérés du péage allemand doivent faire l'objet d'une déclaration justifiant cette qualité, dans le seul but d'éviter des contrôles répétés par la "B.A.G." après passage à un portique.

### Efficacité
D'après Vinci Autoroutes, Toll Collect a permis de prélever 4,4 milliards d'Euros en 2012 pour le compte de l’état allemand.
L'argent est prélevé par une société dont Cofiroute est actionnaire. Elle gère le système satellitaire de télépéage pour poids lourds qui couvre 12 800 km d’autoroutes et 1 135 km de routes nationales en Allemagne.